# Frida Zachariassen
Frida Zachariassen (født í Klaksvík 24. september 1912, død 27. april 1992) var en færøsk kunstmaler. Hun opholdt sig i Danmark i seks år og Newcastle i syv måneder.
Hendes forældre var smedemester Jógvan Rasmussen og Magdalena Jacobsen. Den 7.maj 1944 blev hun gift med fisker Guttormur Julius Ludvig Zachariassen, 1911-1945.
Petra Alfrida Henrikka Thekla (Frida) Zachariassen var på mange måder en ener i efterkrigstidens færøske kunst. På den ene side var hun kvinde, der havde civilt arbejde i en lokal sparekasse, og på den anden side var hun en produktiv maler, der også skrev og udgav bøger om kunst og kunstteori. Hun rejste en del til kunstmuseer rundt omkring i Europa, hvor hun studerede andres kunst. Hun malede om det daglige liv i Klaksvík og omegn, og mange af motiverne skildrer navngivne steder og personer. Hun malede i en en abstrakt geometrisk stil med en tiltagende skematisk stramhed i både form, linje og farve, hvor landskaber og mennesker opløses og sættes sammen på ny som firkanter og trekanter, med den blå farve iscenesat af skarpe kontraster. Hun malede mennesket i naturen, hviklet også gør hende speciel i forhold til andre samtidige færøske kunstnere. Nogle temaer i hendes malerier er f.eks. kvinderne ordner fisk, og mændene klargør både, losser, slagter grind, høster, røgter får eller vandrer i fjeldet.